# Bopha
|  | Aquest article tracta sobre el tifó del 2012. Si cerqueu la pel·lícula dirigida per Morgan Freeman, vegeu «Bopha!». |

El Bopha (amb codi internacional: 1224, segons el JTWC: 26W, i segons el serveis oficials meteorològics filipins, PAGASA: Pablo) fou un tifó format de forma poc usual prop de l'Equador de la Terra. Bopha a Mindanao va arribar a la categoria de 5 com un "supertifó" amb vents de 160 milles per hora.
Després de colpejar Palau, el tifó Bopha va tocar terra el 3 de desembre de 2012 a l'illa de Mindanao, una illa que ja havia estat devastada per la tempesta tropical Washi el desembre de 2011. El cicló tropical va deixar a Mindanao a moltes persones sense casa i més de 450 morts.